# Libertárius progresszivizmus
A libertárius progresszivizmus egy még sarjadzó irányzat, amely az önmegfogalmazás stádiumában van. A progresszivizmus azaz szociálliberalizmus összehangolása a piaci alapú libertarianizmussal. A szociálpolitikában pl. a készpénz-, azaz holttőke-juttatás mellett a tőkejuttatást is tekintetbe veszi, ill. a szociális jólétet a gazdasági fejlődésre akarja alapozni. A gazdaság szerinte alapvetően a piac dolga, de az államnak néha közbe kell lépnie, hogy az emberek a fejlődésnek ne áldozatai, hanem haszonélvezői legyenek.